# SimGolf
SimGolf – gra komputerowa wydana przez Maxis w 1996. Gra pozwala graczom na tworzenie pól golfowych oraz grę na nich. 